# Амплітуда циклу напружень

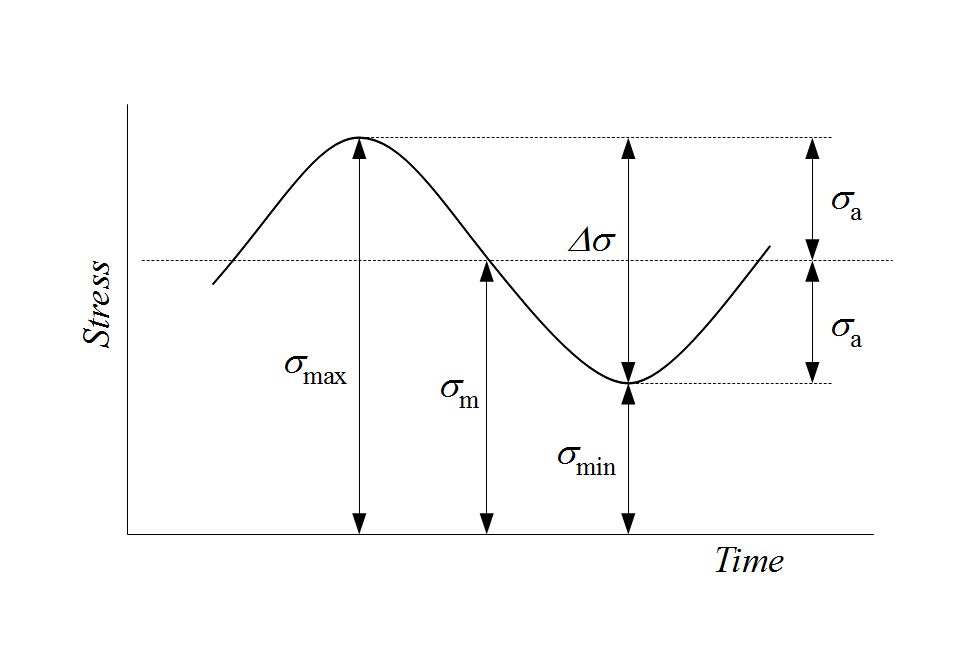
Параметри циклу напружень. Амплітутда циклу напружень

Амплітýда ц́иклу напрýжень — найбільше числове додатне значення змінної складової циклу напружень, що дорівнює алгебраїчній напіврізниці максимального ({\displaystyle \sigma _{max}}) і мінімального ({\displaystyle \sigma _{min}}) напруження циклу.
{\displaystyle \sigma _{a}={\frac {\sigma _{max}-\sigma _{min}}{2}}.}